# Nazionale femminile di pallacanestro della Bulgaria
La nazionale femminile di pallacanestro della Bulgaria, selezione delle migliori giocatrici di pallacanestro di nazionalità bulgara, rappresenta la Bulgaria nelle competizioni internazionali femminili di pallacanestro organizzate dalla FIBA. È gestita dalla Bulgarian Basketball Federation.

## Storia
Considerata una nazionale di seconda fascia, è in realtà la classica "Nobile decaduta".
Fino agli anni'80 era fra le prime nazionali a livello mondiale, forte delle medaglie conquistate alle Olimpiadi ed ai Mondiali. Ai Campionati Europei, nonostante l'incetta di medaglie, la sfortuna di essersi trovata davanti quasi sempre la fortissima Unione Sovietica, che le ha sempre impedito la scalata al gradino più alto del podio, conquistato una sola volta.
Dai primi anni novanta è caduta in una crisi tecnica e di risultati che la hanno estromessa dal giro che conta, e non è più riuscita a qualificarsi a nessuna delle manifestazioni internazionali più importanti.

## Piazzamenti

### Olimpiadi
- 1976 -  3°
- 1980 -  2°
- 1988 - 5°

### Campionati del mondo
- 1959 -  2°
- 1964 -  3°
- 1967 - 7°

- 1983 - 6°
- 1986 - 7°
- 1990 - 8°

### Campionati europei
- 1952 - 4°
- 1954 -  3°
- 1956 - 4°
- 1958 -  1°
- 1960 -  2°

- 1962 -  3°
- 1964 -  2°
- 1966 - 7°
- 1968 - 5°
- 1970 - 4°

- 1972 -  2°
- 1974 - 5°
- 1976 -  3°
- 1978 - 7°
- 1980 - 5°

- 1981 - 5°
- 1983 -  2°
- 1985 -  2°
- 1987 - 9°
- 1989 -  3°

- 1991 - 4°
- 1993 - 6°

## Formazioni

### Olimpiadi
Pallacanestro ai Giochi della XXI Olimpiade - Torneo femminile4 Golčeva, 5 Metodieva, 6 Makaveeva, 7 Mihajlova, 8 Gjurova, 9 Bogdanova, 10 Jordanova, 11 Dilova, 12 Štărkelova, 13 M. Stojanova, 14 Skerlatova, 15 P. Stojanova,        All. Ivan Gălăbov
Pallacanestro ai Giochi della XXII Olimpiade - Torneo femminile4 Golčeva, 5 Metodieva, 6 Makaveeva, 7 S. Mihajlova, 8 Dermendžieva, 9 Bogdanova, 10 A. Mihajlova, 11 Dilova, 12 Slavčeva, 13 Radkova, 14 Germanova, 15 Stojanova,        All. Ivan Gălăbov
Pallacanestro ai Giochi della XXIV Olimpiade - Torneo femminile4 Todorova, 5 Spasova, 6 Najdenova, 7 Vajsilova, 8 Dermendžieva, 9 Dragomirova, 10 Vasileva, 11 Radkova, 12 Slavčeva, 13 Staneva, 14 Cekova, 15 Kosturkova,        All. Ivan Lepičev

### Mondiali
Campionato mondiale femminile di pallacanestro 19593 Borisova, 4 Čalăškanova, 5 Damjanova, 6 Čengelieva, 7 Gospodinova, 8 Rangelova, 9 V. Popova, 10 Džambazova, 11 Vojnova, 12 Gyoševa, 13 Smedovska, 14 E. Popova,        All. Dimităr Mitev
Campionato mondiale femminile di pallacanestro 19644 Čalăškanova, 5 Damjanova, 6 Borisova, 7 Gospodinova, 8 Kafalieva, 9 V. Popova, 10 Manikova, 11 Vojnova, 12 Dineva, 13 Todorova, 14 E. Popova, 15 Morova,        All. Dimităr Mitev
Campionato mondiale femminile di pallacanestro 19674 Dudeva, 5 Ponekova, 6 Borisova, 7 Manikova, 8 Nestorova, 9 V. Popova, 10 Novkova, 11 Vojnova, 12 Gyoševa, 13 Plačkova, 14 E. Popova, 15 Stojanova,        All. Ivan Todorov
Campionato mondiale femminile di pallacanestro 19834 Golčeva, 5 Spasova, 6 Makaveeva, 7 Nikolova, 8 Dermendžieva, 9 Markova, 10 Vasileva, 11 Radkova, 12 Slavčeva, 13 Staneva, 14 Germanova, 15 Banova,        All. Ivan Gălăbov
Campionato mondiale femminile di pallacanestro 19864 Golčeva, 5 Spasova, 6 Makaveeva, 7 Vasileva, 8 Cekova, 9 Dragomirova, 10 Kosturkova, 11 Nikolova, 12 Slavčeva, 13 Staneva, 14 Germanova, 15 Banova,        All. Nejčo Nejčev
Campionato mondiale femminile di pallacanestro 19904 Todorova, 5 Spasova, 6 Najdenova, 7 Varbanova, 8 Popova, 9 Dragomirova, 10 Kosturkova, 11 Radkova, 12 Slavčeva, 13 Staneva, 14 Cekova, 15 Banova,        All. Ivan Lepičev

### Europei
Campionato europeo femminile di pallacanestro 19523 Todorova, 4 Ivanova, 5 Kalčinova, 6 Andrejeva, 7 Damjanova, 9 Savova, 10 Džambazova, 11 Vojnova, 12 Gyoševa, 13 Simanova, 14 Čalăškanova, 16 Kirova, 17 Georgieva,        All. Veselin Temkov
Campionato europeo femminile di pallacanestro 19543 Čengelieva, 4 Čalăškanova, 6 Vasileva, 7 Gospodinova, 8 Rangelova, 9 Savova, 10 Džambazova, 11 Vojnova, 12 Gyoševa, 13 Smedovska, 14 Jolova, 17 Georgieva,        All. Ljudmil Katerinski
Campionato europeo femminile di pallacanestro 19563 Todorova, 4 Čalăškanova, 5 Damjanova, 6 Smedovska, 7 Gospodinova, 8 V. Popova, 9 Savova, 10 E. Popova, 11 Vojnova, 12 Gyoševa, 13 Simanova, 14 Penčeva,        All. -
Campionato europeo femminile di pallacanestro 19583 Todorova, 4 Čalăškanova, 5 Damjanova, 6 Čengelieva, 7 V. Popova, 8 Rangelova, 10 Džambazova, 11 Vojnova, 12 Gyoševa, 13 Manikova, 14 E. Popova, 15 Borisova,        All. Dimităr Mitev
Campionato europeo femminile di pallacanestro 19603 Todorova, 4 Čalăškanova, 5 Damjanova, 6 Borisova, 7 Gospodinova, 8 Rangelova, 9 Manikova, 10 Džambazova, 12 Gyoševa, 13 Penčeva, 14 Popova, 15 Kafalieva,        All. Dimităr Mitev
Campionato europeo femminile di pallacanestro 19624 Čalăškanova, 5 Damjanova, 6 Borisova, 7 Gospodinova, 9 V. Popova, 10 Manikova, 11 Vojnova, 12 Pisanova, 13 Petrunova, 14 E. Popova, 15 Antonova, 16 Penčeva,        All. Ljudmil Katerinski
Campionato europeo femminile di pallacanestro 19644 Čalăškanova, 5 Damjanova, 6 Borisova, 7 Gospodinova, 8 Kafalieva, 9 V. Popova, 10 Manikova, 11 Vojnova, 13 Mladenova, 14 E. Popova, 15 Antonova, 16 Dineva,        All. Dimităr Mitev
Campionato europeo femminile di pallacanestro 19664 Nikolova, 5 Damjanova, 6 Dineva, 7 Manikova, 8 Nestorova, 9 V. Popova, 10 Novkova, 11 Vojnova, 12 Penekova, 13 Bojanova, 14 E. Popova, 15 Antonova,        All. -
Campionato europeo femminile di pallacanestro 19684 Todorova, 5 Nikolova, 6 Borisova, 7 Vutova, 8 Panova, 9 Dudeva, 10 Novkova, 11 Rudeva, 12 Plačkova, 13 Bojanova, 14 Krăsteva, 15 Stojanova,        All. -
Campionato europeo femminile di pallacanestro 19704 Bojanova, 5 Metodieva, 6 Ivanova, 7 Ilieva, 8 Kafalieva, 9 Bogdanova, 10 Štărkelova, 11 Kirilova, 12 Jankova, 13 Simova, 14 Krăsteva, 15 Stojanova,        All. -
Campionato europeo femminile di pallacanestro 19724 Golčeva, 5 Metodieva, 6 Todorova, 7 Petrova, 8 Kirova, 9 Bogdanova, 10 Novkova, 11 Dilova, 12 Štărkelova, 13 M. Stojanova, 14 Ivanova, 15 P. Stojanova,        All. Ivan Gălăbov
Campionato europeo femminile di pallacanestro 19744 Makaveeva, 5 Metodieva, 6 Todorova, 7 Mihajlova, 8 Nikolova, 9 Bogdanova, 10 Novkova, 11 Bočeva, 12 Labova, 13 Cekova, 14 Velikova, 15 Stojanova,        All. Ivan Gălăbov
Campionato europeo femminile di pallacanestro 19764 Golčeva, 5 Metodieva, 6 Makaveeva, 7 Mihajlova, 8 Jankova, 9 Bogdanova, 10 Novkova, 11 Dilova, 12 Štărkelova, 13 M. Stojanova, 14 Skerlatova, 15 P. Stojanova,        All. Ivan Gălăbov
Campionato europeo femminile di pallacanestro 19784 Golčeva, 5 Metodieva, 6 Vasileva, 7 Mihajlova, 8 Gjurova, 9 Getova, 10 Novkova, 11 Petrova, 12 Slavčeva, 13 M. Stojanova, 14 Kirilova, 15 P. Stojanova,        All. Ivan Gălăbov
Campionato europeo femminile di pallacanestro 19804 Golčeva, 5 Spasova, 6 Makaveeva, 7 Mlečenkova, 8 Dermendžieva, 9 Banova, 10 Mihajlova, 11 Dilova, 12 Slavčeva, 13 Radkova, 14 Germanova, 15 Stojanova,        All. Ivan Gălăbov
Campionato europeo femminile di pallacanestro 19814 Terzieva, 5 Spasova, 6 Makaveeva, 7 S. Mihajlova, 8 Germanova, 9 Pečenikova, 10 A. Mihajlova, 11 Radkova, 12 Slavčeva, 13 Bočeva, 14 Skerlatova, 15 Stojanova,        All. Ivan Gălăbov
Campionato europeo femminile di pallacanestro 19834 Golčeva, 5 Spasova, 6 Makaveeva, 7 Nikolova, 8 Dermendžieva, 9 Markova, 10 Vasileva, 11 Radkova, 12 Slavčeva, 13 Staneva, 14 Kosturkova, 15 Banova,        All. Ivan Gălăbov
Campionato europeo femminile di pallacanestro 19854 Ilieva, 5 Spasova, 6 Mitreva, 7 Kosturkova, 8 Cekova, 9 Dimitrova, 10 Nikolova, 11 Radkova, 12 Todorova, 13 Staneva, 14 Germanova, 15 Banova,        All. -
Campionato europeo femminile di pallacanestro 19874 Ilieva, 5 Spasova, 6 Markova, 7 Uzunova, 8 Cekova, 9 Dragomirova, 10 Vasileva, 11 Radkova, 12 Slavčeva, 13 Staneva, 14 Nikolova, 15 Banova,        All. -
Campionato europeo femminile di pallacanestro 19894 Todorova, 5 Spasova, 6 Najdenova, 7 Popova, 8 Dermendžieva, 9 Cankova, 10 Kosturkova, 11 Radkova, 12 Slavčeva, 13 Staneva, 14 Varbanova, 15 Nikolova,        All. Ivan Lepičev
Campionato europeo femminile di pallacanestro 19914 Angelova, 5 Spasova, 6 Kapralova, 7 Barčovska, 8 Horozova, 9 Dragomirova, 10 Kosturkova, 11 Dimitrova, 12 Slavčeva, 13 Balkandžieva, 14 Cekova, 15 Paskova,        All. Ivan Lepičev
Campionato europeo femminile di pallacanestro 19934 N. Todorova, 5 Ruseva, 6 Savova, 7 Brănzova, 8 Horozova, 9 Dragomirova, 10 Kosturkova, 11 Dimitrova, 12 Slavčeva, 13 Staneva, 14 Varbanova, 15 I. Todorova,        All. -

## Nazionali giovanili
- Selezioni giovanili della nazionale femminile di pallacanestro della Bulgaria